# 松山街道 (韶关市)
松山街道，是中华人民共和国广东省韶关市曲江区下辖的一个街道办事处。
2012年7月31日，广东省民政厅批复同意设立松山街道办事处，下设东区、西区、红旗区、北区4个居委会，总面积10平方公里，总人口4.5万人，街道办事处驻韶钢厂南大道。